# روبرت كوهن (عازف تشيلو)
روبرت كوهن (بالإنجليزية: Robert Cohen)‏ هو عازف تشيلو بريطاني، ولد في 15 يونيو 1959 في لندن في المملكة المتحدة.

## وصلات خارجية
- روبرت كوهن على موقع ميوزك برينز (الإنجليزية)
- روبرت كوهن على موقع أول ميوزيك (الإنجليزية)
- روبرت كوهن على موقع ديسكوغز (الإنجليزية)